# David Kenneth Fieldhouse
David Kenneth Fieldhouse (1925-2018) fue un historiador británico, especializado en el estudio del Imperio británico.

## Biografía
Británico, nació en la India el 7 de junio de 1925. Influido por Keith Hancock, se especializó en el estudio del Imperio británico, con énfasis en sus aspectos económicos. Falleció el 28 de octubre de 2018.
Fue autor de obras como Economics and Empire 1830-1914 (1973), The Colonial Empires: A Comparative Survey From the Eighteenth Century (1967) Colonialism, 1870-1945: An Introduction (1981), Black Africa 1945-80: Economic Decolonisation and Arrested Development (1986), Merchant Capital and Economic Decolonization: The United Africa Company 1929-1987 (1994), The West and the Third World: Trade, Colonialism, Dependence and Development (1999) o Western Imperialism in the Middle East 1914-1958 (2006), entre otras.